# Józef Lipski
Józef Lipski, född den 5 juni 1894 i Breslau, död den 1 november 1958 i Washington, D.C., var en polsk diplomat och politiker. Han var Polens ambassadör i Berlin från 1933 till 1939. Under andra världskriget ingick Lipski i den polska exilregeringen.
Den 31 augusti 1939 kontaktade Lipski Tysklands utrikesminister Joachim von Ribbentrop för ett sista försök till förhandlingar i Danzig-krisen, men detta avslogs då Lipski saknade egentlig fullmakt att förhandla. Dagen därpå invaderade Tyskland Polen. 